# Hedychium erythrostemon
Hedychium erythrostemon är en enhjärtbladig växtart som beskrevs av Karl Moritz Schumann. Hedychium erythrostemon ingår i släktet Hedychium och familjen Zingiberaceae. Inga underarter finns listade i Catalogue of Life.